# سالرانو سول لامبرو
سالرانو سول لامبرو (به ایتالیایی: Salerano sul Lambro) یک کومونه در ایتالیا است که در استان لودی واقع شده‌است. سالرانو سول لامبرو ۴٫۳ کیلومتر مربع مساحت و ۲٬۳۱۶ نفر جمعیت دارد.